# Anna Gümpel
Anna Mareike Gabriela Gümpel (Marino, 1º giugno 1996) è un'attrice italiana, di origine tedesca.

## Biografia
Figlia dell'antropologa e fotografa Patrizia Giancotti e del giornalista tedesco Udo Gümpel, Inizia la sua attività con il teatro-danza all'età di sette anni. A tredici anni è Virginia, la protagonista della sitcom Lola & Virginia in onda su Rai 2, Rai Gulp e Nickelodeon per la regia di Alessandro Celli. In seguito interpreta Katia Ursino in Provaci ancora prof. 4 firmato da Tiziana Aristarco. Qui Anna Gümpel è l'alunna scapestrata di Veronica Pivetti.
Esordisce nel cinema con il documentario Le radici e le ali di Maria Rita Parsi, vincitore del premio come miglior documentario italiano al Festival internazionale del film di Roma 2010.
Si forma al corso di recitazione annuale in lingua tedesca presso la Deutsche Schule di Roma.
È tra gli interpreti principali della performance dell'artista Luigi Ontani, realizzata nel Parco dei Mostri di Bomarzo, prodotta dal MART di Rovereto, per la regia di Francesco e Federico De Melis.
Collabora come reporter ad alcune trasmissioni dell'emittente tedesca N-tv, del gruppo RTL Television.